# Daniel Fikejz
Daniel Fikejz nebo také Dan Fikejz (* 21. června 1954 Praha) je český hudební skladatel, hráč na klávesové nástroje, textař, zpěvák a hudební producent, syn známé textařky Jiřiny Fikejzové a atleta Jaroslava Fikejze.
Jedná se o velmi výraznou osobnost české rockové a jazzové hudební scény a významného českého hudebního skladatele působícího dnes převážně na poli scénické hudby.
V roce 1974 založil skupinu Combo FH (combo Franty Hromady), která spojovala jazzrock s prvky studentské recese v textech i pódiové show, počátkem osmdesátých let se její projev posunul k nové vlně (užívání elektronických nástrojů, vlivy reggae a funku). Skupina získala cenu časopisu Melodie 1978, vydala dlouhohrající desky Věci (1981) a Situace na střeše (1985), v televizi se objevil videoklip k písni „Když nám teče do bot“ (text František Ringo Čech). Combo FH se rozpadlo v roce 1987.
Vystudoval audiotechniku na ČVUT a zabývá se teoreticky i prakticky moderní nahrávací technikou, jako studiový hudebník se podílel na desce Jana Buriana Hodina duchů, spolupracoval také s rockovými skupinami Panika a OK Band. Skládá divadelní (pro Divadlo v Řeznické, Divadlo na Vinohradech, Národní divadlo moravskoslezské, Teater Sörmland a další soubory) i filmovou (Samorost, Přátelé Bermudského trojúhelníku, Vekslák, Hlas pro římského krále) hudbu, napsal muzikály Balada o lásce a Zvoník u Matky Boží, byl autorem hudby pro pražskou Křižíkovu fontánu i řady televizních reklam a znělek. V roce 2013 vydal sólové album Psí hodinář.